# Puimoisson
Puimoisson je vesnice nacházející se v jihovýchodní části Francie v nadmořské výšce 680 m n. m. v tzn. oblasti Provence, která je známá především díky její kráse v podobě četných levandulových polí.